# Ferroviario Club Central Argentino
Ferroviario Club Central Argentino (también llamado FCCA, como se la suele denominar) es una institución sin fines de lucro que tiene como objetivo primordial el de preservar y custodiar bienes de la historia ferroviaria de Argentina. Su sede se encuentra en la localidad de Pérez, dentro del Departamento Rosario, en la provincia de Santa Fe, Argentina, a unos 15 km al oeste de la ciudad de Rosario.

## Historia
FCCA inició sus actividades en el año 2001 para restaurar a la famosa Locomotora a Vapor PS10 N.º 191 «La Emperatriz». Al principio tuvieron serios inconvenientes, ya que personas desconocidas de la Provincia de Buenos Aires, quisieron llevarse a la locomotora que era de estas tierras ferroviarias, generando una conmoción a todos los ciudadanos de la localidad, donde están los grandes Talleres Ferroviarios, para no llevarse a dicha unidad. Gracias al accionar del Intendente de ese momento, de los ciudadanos que tomaron conciencia sobre su patrimonio ferroviario, la Locomotora pudo quedarse dentro de los talleres.
La restauración duró aproximadamente 2 años, bajo la dirección del ingeniero industrial José Ciancia, presidente y fundador de la institución y del exmaquinista Ignacio Vaccaro, sumándose posteriormente otros aficionados y ferroviarios para colaborar en la restauración y custodia de los bienes que posee el organismo. El gran día llegó, y La Emperatriz volvió a latir su corazón, fue en el año 2003, causando gran emoción entre sus asociados y sintiéndose orgullosos de haber cumplido la misión de poner en marcha una legendaria locomotora a vapor argentina, justamente la máquina que fue conducida por las manos del maquinista ferroviario argentino más famoso en el mundo, Francisco Savio, conocido como «El Rey de los Maquinistas». 
Posteriormente FCCA fue adquiriendo otros materiales para preservar, custodiar y restaurar, para mantener vivo el gran legado ferroviario que tiene la ciudad de Pérez. Actualmente tienen una gran variedad de material producto del gran esfuerzo, pasión y empeño que tienen los asociados del FCCA, con participación de la Municipalidad de Pérez.

## Flota de bienes ferroviarios
Aparte de tener a la gran estrella que es La Emperatriz, la institución tiene otras locomotoras a vapor, Diésel-Eléctrica, coches de pasajeros, furgones, guinches a vapor y diversos materiales, las que se describen a continuación:
- Una locomotora a vapor M.1 que originalmente pertenecía al Ferrocarril Buenos Aires al Rosario y que luego perteneció al Ferrocarril Central Argentino. Estaba ubicada en la Estación de Pérez, pero por razones obvias se la trasladó dentro de las instalaciones ferroviarias para su restauración y puesta en marcha.

- Una locomotora a vapor Tanque N.º 2704, que pertenecía al Gran Oeste Argentino y que su último dueño, la Aceitera Santa Clara que tiene su planta industrial en la ciudad de Rosario, cedió a la asociación para preservarla. Esperando su futura puesta en funcionamiento.

- Una locomotora a vapor clase B 54 Maffei N° 622  de trocha métrica que era utilizada para hacer maniobras en Estación El Gaucho y su último dueño fue la Aceitera Santa Clara. Está en estado de marcha, lo que la convierte en la única en funcionamiento de esta trocha en Argentina.

- Una locomotora a vapor PS8, que pertenecía al Ferrocarril Central Argentino.

- Una locomotora a vapor C.S.7 carguera también perteneciente al Ferrocarril Central Argentino.

- Varios coches Birmingham, que pertenecían al Central Argentino y se creen que son las últimas unidades que quedan en el país, sumando poco más de media docena.

- La última Locomotora Diésel-Eléctrica General Electric 756 "Nariz de Pala", que queda en el país, prácticamente entera.

- Una locomotora diésel eléctrica Montreal Locomotive Works FPD7.

- Un furgón Birmingham para trenes de pasajeros del Ferrocarril Central Argentino, que se utiliza como coche depósito.

- Tres vagones tanque que, teniendo el T 177 (para transporte de agua) restaurado íntegramente durante 2011.

- Tres guinches a vapor, de los cuales uno de ellas, el más antiguo que data del año 1912, está prácticamente en estado de marcha y en sus últimos tiempos fue utilizado en el desaparecido Talleres Rosario.

## Ampliación del patrimonio
A mediados del año 2009 y el año 2010 se llevó a cabo la mudanza de todos los bienes ferroviarios que tiene el FCCA. Originalmente se encontraba en el cobertizo al costado de la nave principal de los talleres ferroviarios de Pérez, pero después gracias a las distintas gestiones la institución consiguió la antigua herrería dentro del complejo industrial ferroviario, donde demandó varios meses de arduo trabajo con la participación de la concesionaria ferroviaria NCA, suministrando locomotoras diésel eléctrica para las maniobras y la colaboración de la cooperativa de vías y obras que construyeron la vía de ingreso al edificio, ya que este lugar no era de ingreso de vehículos ferroviarios. Actualmente se encuentra en reparación la oficina y pañol de la herrería y la limpieza interna del lugar.

## Festivales ferroviarios
Periódicamente el Ferroviario Club Central Argentino, realiza eventos mostrando a La Emperatriz en la ciudad de Pérez, tales eventos son de gran acontecimiento en la región atrayendo gran cantidad de curiosos. La ciudad de Pérez realiza todos los años La Fiesta de La Flor y cada vez que se puede se muestra a la locomotora en esas fechas. También en el día del niño se realizan tales eventos.